# Voždovac

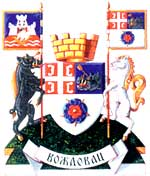
Voždovacs vapen

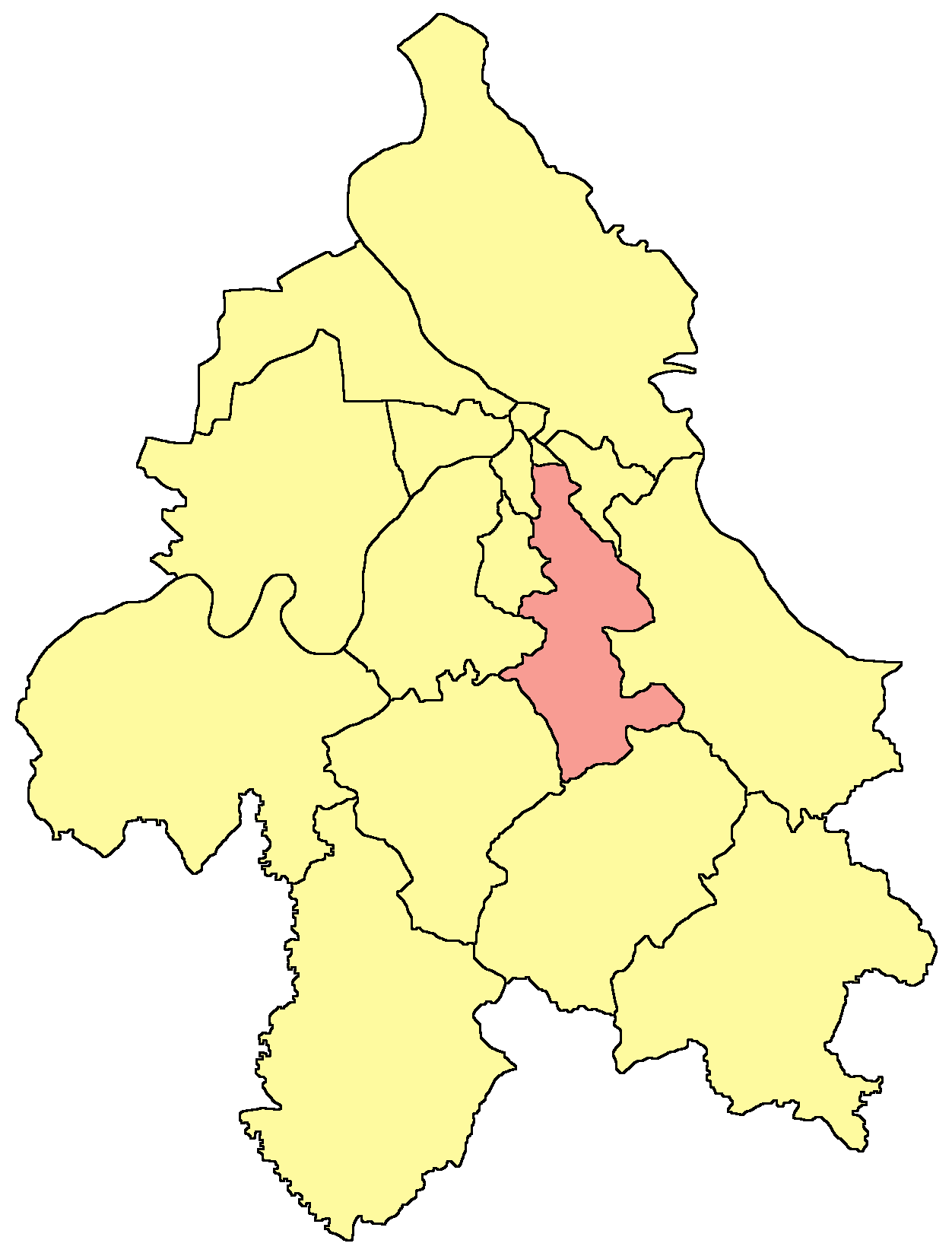
Voždovac i Belgrads stad

Voždovac (Вождовац) är en av 17 kommuner i Serbiens huvudstad Belgrad. Voždovac ligger ca 4-5 km söder om centrala Belgrad och sträcker sig ca 40 km söderut samt upptar en yta på 150 km². Invånarantalet är 151 768 personer (2002).
Namnet kommer från titeln Vojvod och är namngett efter Karađorđe Petrović, ledaren för det första serbiska upproret, som innehade titeln och befriade Belgrad från turkarna år 1806.

## Befolkningshistorik
- 1961 - 85 458
- 1971 - 134 206
- 1981 - 159 364
- 1991 - 156 373
- 2002 - 151 768

## Kvarter
| - Autokomanda - Banjica - Banjica II - Braće Jerković - Braće Jerković II - Braće Jerković III - Dušanovac | - Jajinci - Kumodraž - Kumodraž I - Kumodraž II - Kumodraž Selo - Lekino Brdo - Mala Utrina | - Marinkova Bara - Medaković - Medaković I - Medaković II - Medaković III - Mitrovo Brdo - Pašino Brdo | - Selo Rakovica - Siva Stena - Šumice - Torlak - Trošarina - Veljko Vlahović - Voždovac |

Förstäder:
- Beli Potok
- Pinosava

Rurala förstäder:
- Bubanj Potok
- Gaj
- Ripanj
- Stepin Lug
- Šuplja Stena
- Zuce

Kvarter i Ripanj:
| - Bela Zemlja - Brđani | - Čaršija - Kablar | - Kolonija - Prnjavor | - Stepašinovac - Stražarija | - Trešnja |